# Žen Ťien-sin
Žen Ťien-sin (čínsky pchin-jinem Rén Jiànxīn, znaky 任建新; srpen 1925 – 21. září 2024) byl čínský komunistický právník a politik, místopředseda (1983–1988) a předseda (1988–1998) Nejvyššího lidového soudu Čínské lidové republiky, tajemník sekretariátu (1992–1997) a tajemník politické a právní komise (1992–1998) ústředního výboru Komunistické strany Číny. V letech 1987–1997 byl členem ústředního výboru KS Číny. Naposledy působil jako místopředseda celostátního výboru Čínského lidového politického poradního shromáždění (1998–2003).

## Život
Žen Ťien-sin se narodil v srpnu 1925 v okresu Siang-fen v provincii Šan-si. V letech 1946–1948 studoval chemii na Pekingské univerzitě, roku 1948 vstoupil do Komunistické strany Číny.
V letech 1949–1959 byl úředníkem v politickém a právním výboru státní administrativní rady a v právních a legislativních úřadech státní rady (vlády) a komunistické strany. Od roku 1959 pracoval v Zahraniční hospodářské a obchodní arbitrážní komisi, kde setrval do roku 1966. Během kulturní revoluce byl poslán do jedné ze škol kádrů 7. května na převýchovu prací.
V letech 1971–1981 vedl oddělení pro právní záležitosti v Čínské radě pro podporu mezinárodního obchodu, byl generálním sekretářem v její Námořní arbitrážní komisi, než se v roce 1983 stal místopředsedou rady. V roce 1983 byl jmenován místopředsedou Nejvyššího lidového soudu Číny; v následujících dvou funkčních obdobích, v letech 1988–1998, byl jeho předsedou. V letech 1988, 1993 a 1998 byl zvolen poslancem Všečínského shromáždění lidových zástupců.
Paralelně zastával vysoké funkce ve vedení Komunistické strany Číny, na XIII. sjezdu v říjnu/listopadu 1987 a XIV. sjezdu KS Číny v říjnu 1992 byl zvolen členem ústředního výboru, po XIV. sjezdu byl zvolen i tajemníkem sekretariátu ÚV KS Číny (do září 1997), současně vedl politickou a právní komisi ÚV KS Číny (od listopadu 1992 do března 1998). V roce 1995 podepsal Pekingské prohlášení o zásadách nezávislosti soudnictví. Na XV. sjezdu KS Číny v září 1997 odešel ze stranických funkcí a následující jaro i z nejvyššího soudu. Na závěr pracovní a politické kariéry v letech 1998–2003 vykonával funkci místopředsedy celostátního výboru Čínského lidového politického poradního shromáždění.
Zemřel v Pekingu 21. září 2024 ve věku 99 let.